# Safe & Sound (canción)
«Safe & Sound» es una canción de la cantante estadounidense Taylor Swift junto con el dúo de country alternativo The Civil Wars. Es un sencillo extraído de la banda sonora de la película de 2012 Los juegos del hambre. En 2023, publicó su misma canción como una pista extra del álbum regrabado Red, que la llamó “Safe & Sound (Taylor’s Version)” ya que la canción no era propiedad de la cantante a causa de la controversia de los másteres de Taylor Swift.

## Fondo
Swift estrenó la canción a través de Twitter. Incluso antes del lanzamiento de la canción, Swift había publicado que era "Algo que he estado esperando con mucho entusiasmo durante mucho tiempo va a pasar muy pronto (y no me refiero a la Navidad)", para luego añadir: "Y esta es, la gran sorpresa ... Ve a por ella! ". El día de la fecha de lanzamiento, Swift publicó en Twitter el enlace a la canción, que se vendería exclusivamente en iTunes.
No mucho después de "twittear" el enlace a la canción, "Safe & Sound" se convirtió en el tema de más tendencia en Twitter en los EE. UU. y en el número dos mundial, con muchos fanes sorprendidos porque Swift formaba parte de la banda sonora.

## Recepción de la critica
Amy Sciarretto de Pop Crush dijo que la canción es "jadeante, etérea y embriagadora, no espumoso y ligero. Swift escribe sus canciones confesionales y de corazón para un público joven, pero aquí, ella está explorando su lado oscuro. Guitarras twang de la canción, y la helada de la , voces en capas que suene como que podría ser cantado alrededor de una fogata en el bosque cuando se está contando historias de miedo que no son exactamente falso." Jody Rosen de Rolling Stone dio a la canción cuatro de cada cinco estrellas, calificándolo de Swift "más bonita la balada."

## Rendimiento de los gráficos
La canción entró en la lista de Billboard Hot Digital Songs coinciden en el número 19, con 136.000 vendidas en dos días. La canción debutó en el número 30 en la lista de Billboard Hot 100.En su segunda semana bajó al número 31. Después del lanzamiento del vídeo musical de la canción, que volvió a entrar en la lista Hot 100 en el número 56. Antes del lanzamiento del álbum, los rebotes de canciones a partir del número 71 al número 35 en su semana. A partir de abril de 2012, la canción ha vendido más de un millón de copias en los Estados Unidos.
"Safe & Sound" También apareció en algunos países fuera de los EE. UU. La canción llegó a su máximo en Canadá, en el número treinta y uno, en Australia en el número treinta y ocho, y en el Reino Unido en el número sesenta y siete años. "Safe & Sound" alcanzó su posición más alta en todo el mundo en Nueva Zelanda en el número once.

## Vídeo musical
El vídeo de la canción, que es dirigido por Philip Andelman, se estrenó el 13 de febrero de 2012 a las 7:54 p. m. Hora del Este en MTV. El video muestra a Swift, caminando descalza por un bosque en Watertown, Tennessee, con un vestido largo y blanco. En medio de escenas, The Civil Wars se ven dentro de una casa de campo sentado frente a una chimenea, cantado la canción.
El video fue filmado en un cementerio y la escena con Swift en las tumbas son una tumba pareja real a partir de 1853.
La mayor parte de los fanes de Los Juegos del Hambre consideran que se trata de una Prim, (que nunca llegó a ser adulta), caminando sobre las cenizas de su distrito. Aunque también se cree que está hecha basada en los sentimientos que sentía Katniss sobre Rue, Prim y Peeta

## listado de la pista
Descarga digital
1. "Safe & Sound" – 4:01

## historial de versiones
| País           | Lanzamiento             | Formatos         | Discográfica        |
| -------------- | ----------------------- | ---------------- | ------------------- |
| Estados Unidos | 23 de diciembre de 2011 | Descarga digital | Big Machine Records |
| Estados Unidos | 13 de febrero de 2012   | Vídeo musical    | Big Machine Records |
| Reino Unido    | 2 de abril de 2012      | Descarga digital | Big Machine Records |